# Antnäs Börstskär
Antnäs Börstskär eller Börstskär är en ö i Lule skärgård. Ön ligger mellan Germandön och Kunoön. Den består av flera olika naturtyper, såsom tallhed, storskog och klippområden. Ön har en "midja" med två stora ankringsvänliga vikar.

## Kuriosa
Artisten E-Type bodde på Antnäs Börstskär under sin barndom.